# 神戸国際交流会館
神戸国際交流会館（こうべこくさいこうりゅうかいかん）は兵庫県神戸市のポートアイランドにあるコンベンション機能を有するオフィスビル。1981年に開館した。館内に神戸国際会議場を備え、神戸コンベンションコンプレックスの一翼を担う。

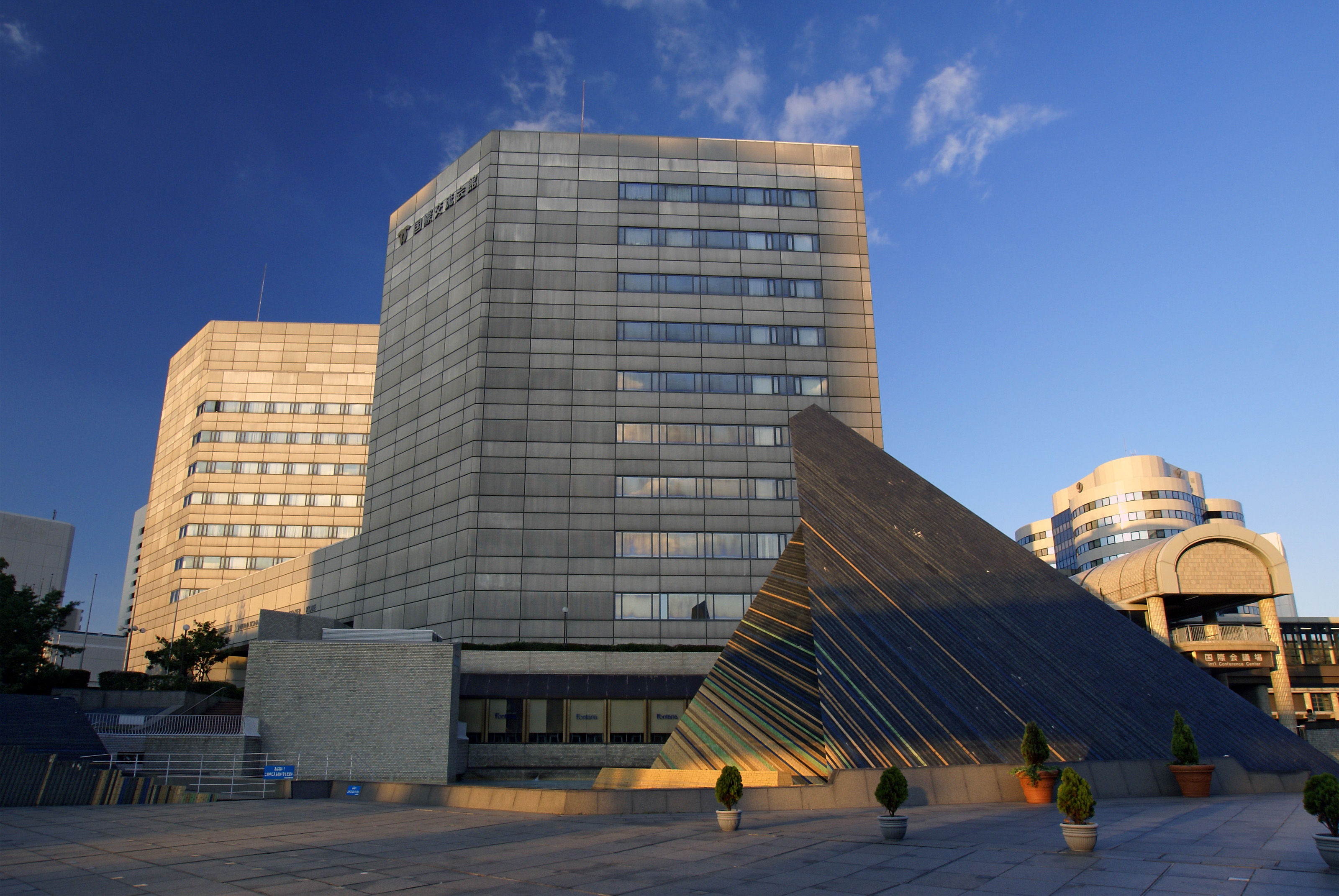
東側外観

## 概要
神戸市が国際交流の促進を目的に建設した施設で、外郭団体の神戸市開発管理事業団が運営。国際交流、貿易、ファッション、文化、教育、研究、情報など関連する企業や団体に限って、テナントとしての入居を認めている。このような経緯からオープン当初の1981年3月1日から2021年6月13日までは、地元独立放送局のサンテレビジョンが本社屋に使用していた。（6階,10階,11階）※サンテレビジョンの本社屋は翌日2021年6月14日に神戸駅前JUSTスクエアに移転した。
他のフロアには、富士通が研究拠点を設けていたほか、映像制作関連の会社が集積している。
館の特徴は各階ごとに広々としたロビーとラウンジを備えていることで、そこでポスターセッションや展示会等も開催される。
館内のコンベンション施設群は神戸コンベンションコンプレックスの中で、中小規模の国際会議を担う位置付けとされる。

## これまでの主なイベント
- 2008年6月に神戸国際会議場で世界観光機関大都市観光国際会議が開催（日本初）された。

## 施設
- コンベンション機能（神戸国際会議場、地下1階～地上4階）
  - メインホール - 劇場形式、692席、6ヶ国対応同時通訳設備、ステージ（面積396m2、高さ6m、間口18.6m、奥行12m）、控室（75m2、VIP Room（28m2）、リハーサル室（94m2）付属
  - 国際会議室 - 360名収容、天井高6.3m、6ヶ国対応同時通訳設備
  - 中小会議室 - 18室（200名収容の会議室4室含む）、移動式同時通訳ブース
  - レセプションホール ― 200名収容、3ヶ国対応同時通訳設備
- オフィス機能（地上5階～地上11階）

## 建築概要
神戸市と日建設計がポートアイランド市民広場地区のグランドデザインを行い、その下に神戸ポートピアホテルと市民広場とともに神戸国際交流会館が設計された（市民広場の設計には上田篤が加わる）。各施設は回廊で結ばれている。
- 設計 - 神戸市、日建設計
- 竣工 - 1981年2月
- 規模 - 地上11階、地下1階
- 敷地面積 - 6,738m2
- 建築面積 - 5,052m2
- 延床面積 - 28,925m2
- 所在地 - 〒650-0046 兵庫県神戸市中央区港島中町6-9-1

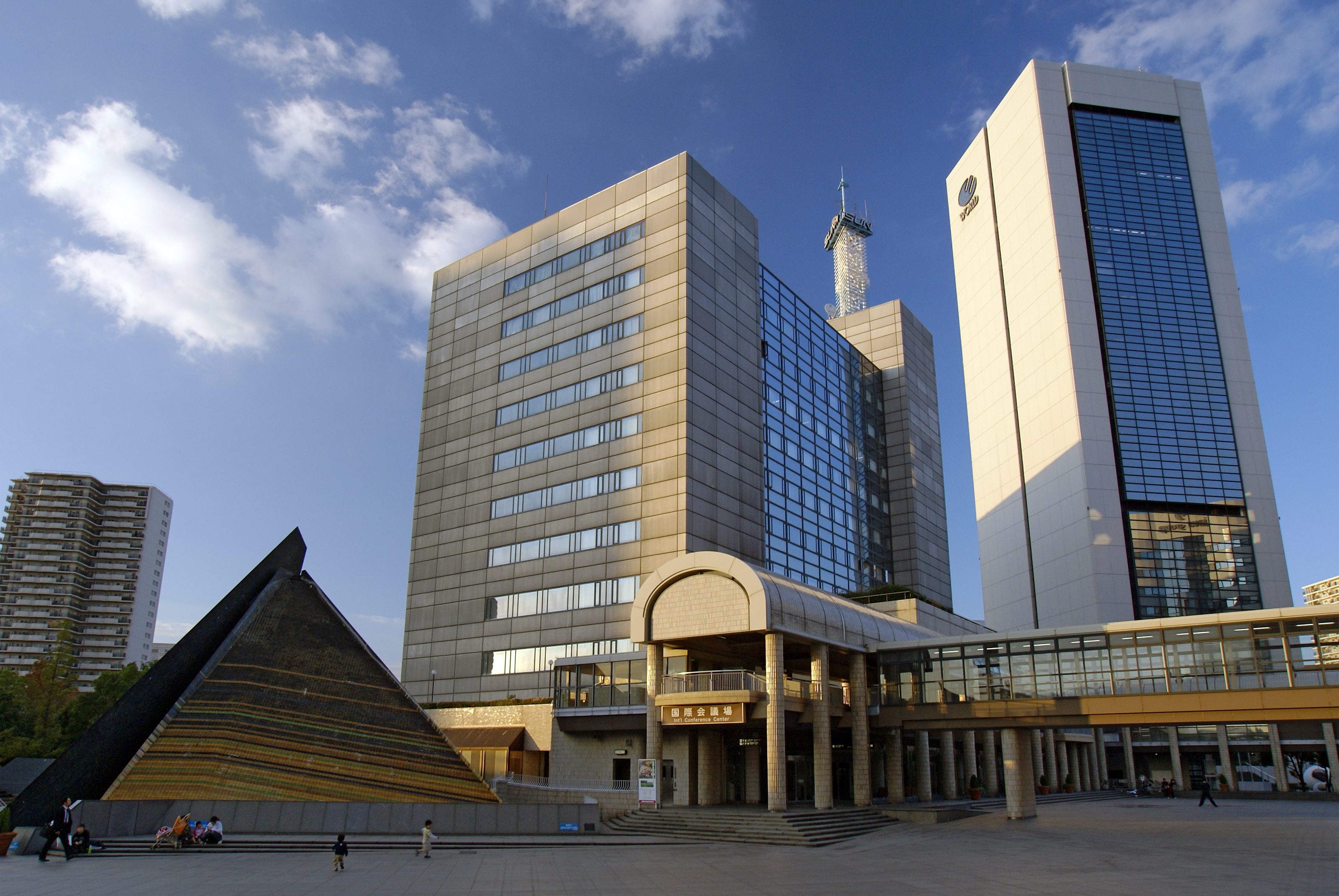
左に延びるペデストリアンデッキがポートピアホテルを経由して市民広場駅に接続する。右のビルはワールド本社

## 交通アクセス
- ポートライナー 市民広場駅 徒歩1分（回廊で直結）

## 周辺情報
- 神戸コンベンションコンプレックス
- ワールド本社
- UCCコーヒー博物館
- 神戸市立青少年科学館
- 神戸ポートターミナル